# Žižkov

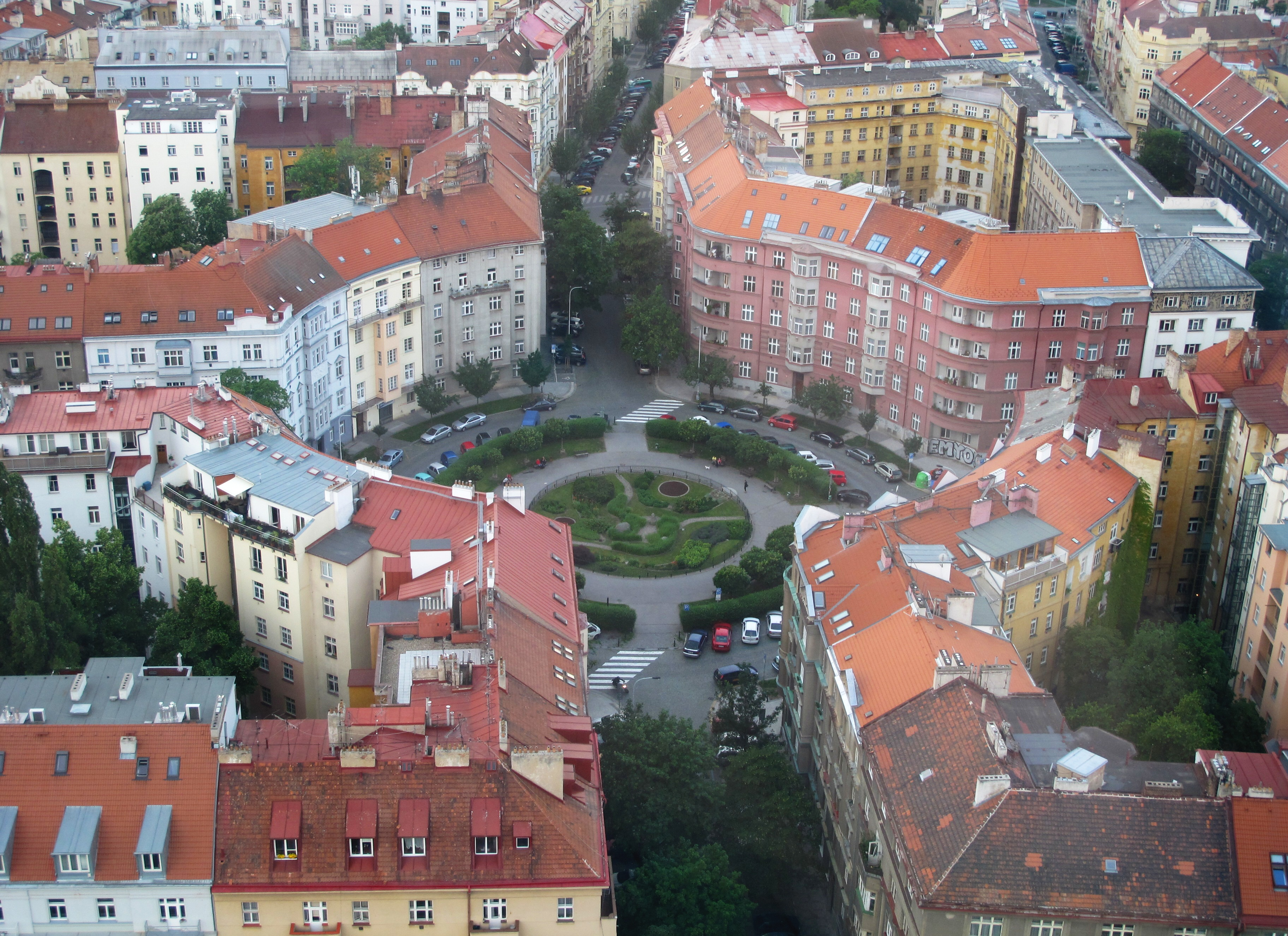
Škroupovo náměstí

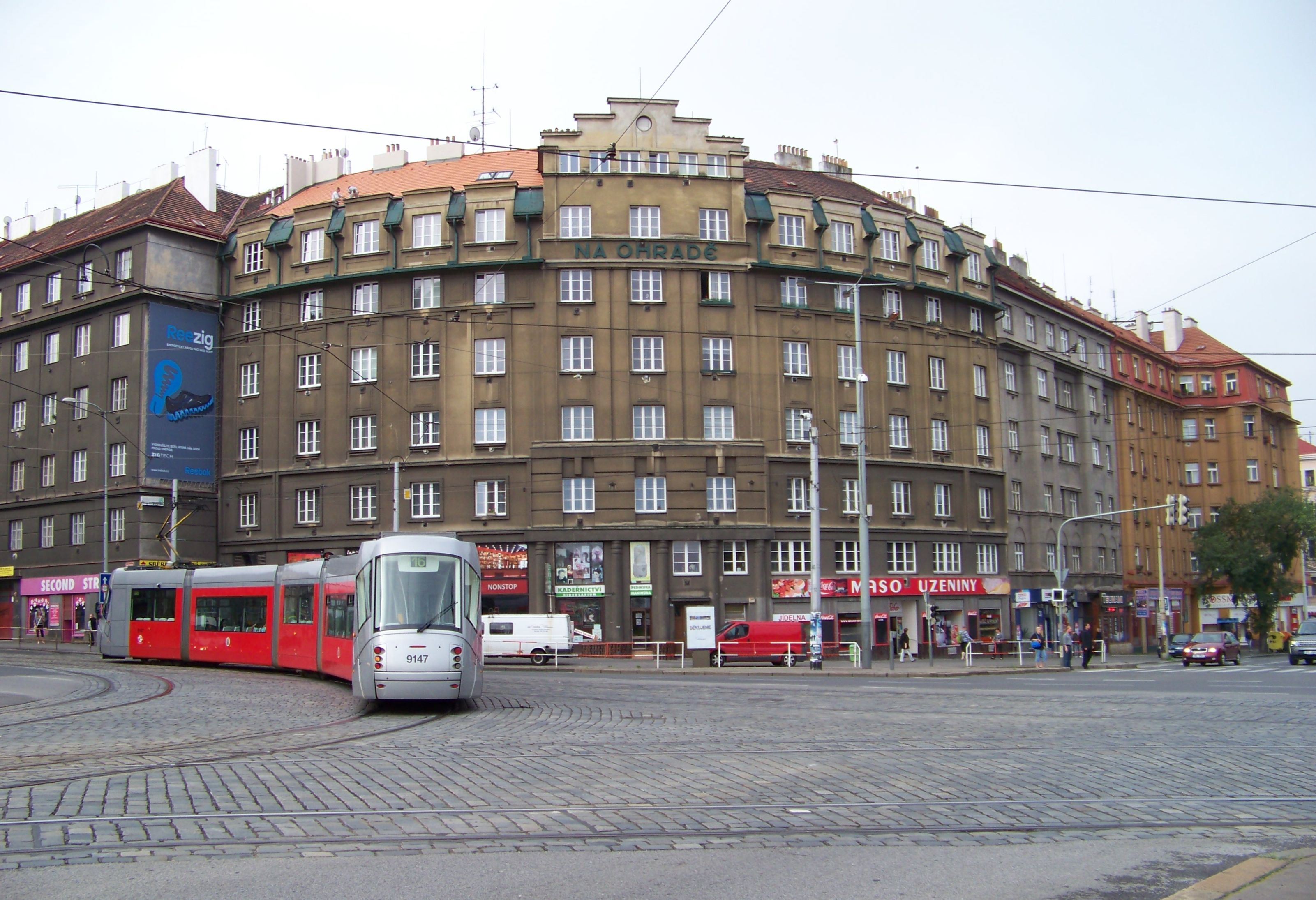
Àrea d'Ohrada

Žižkov és un districte cadastral de Praga, República Txeca. La majoria de Žižkov es troba al districte municipal i administratiu de Praga 3, exceptuant parts molt xicotetes que es troben a Praga 8 i Praga 10. Abans del 1922, Žižkov era una ciutat independent.
El districte rep el nom de cap militar hussita Jan Žižka. Està situat al sud del tossal Vitkov, lloc de la batalla del Puig Vitkov el 14 de juliol de 1420, on l'exèrcit camperol de Žižka va derrotar decisivament les forces de Segimon I.

## Esports

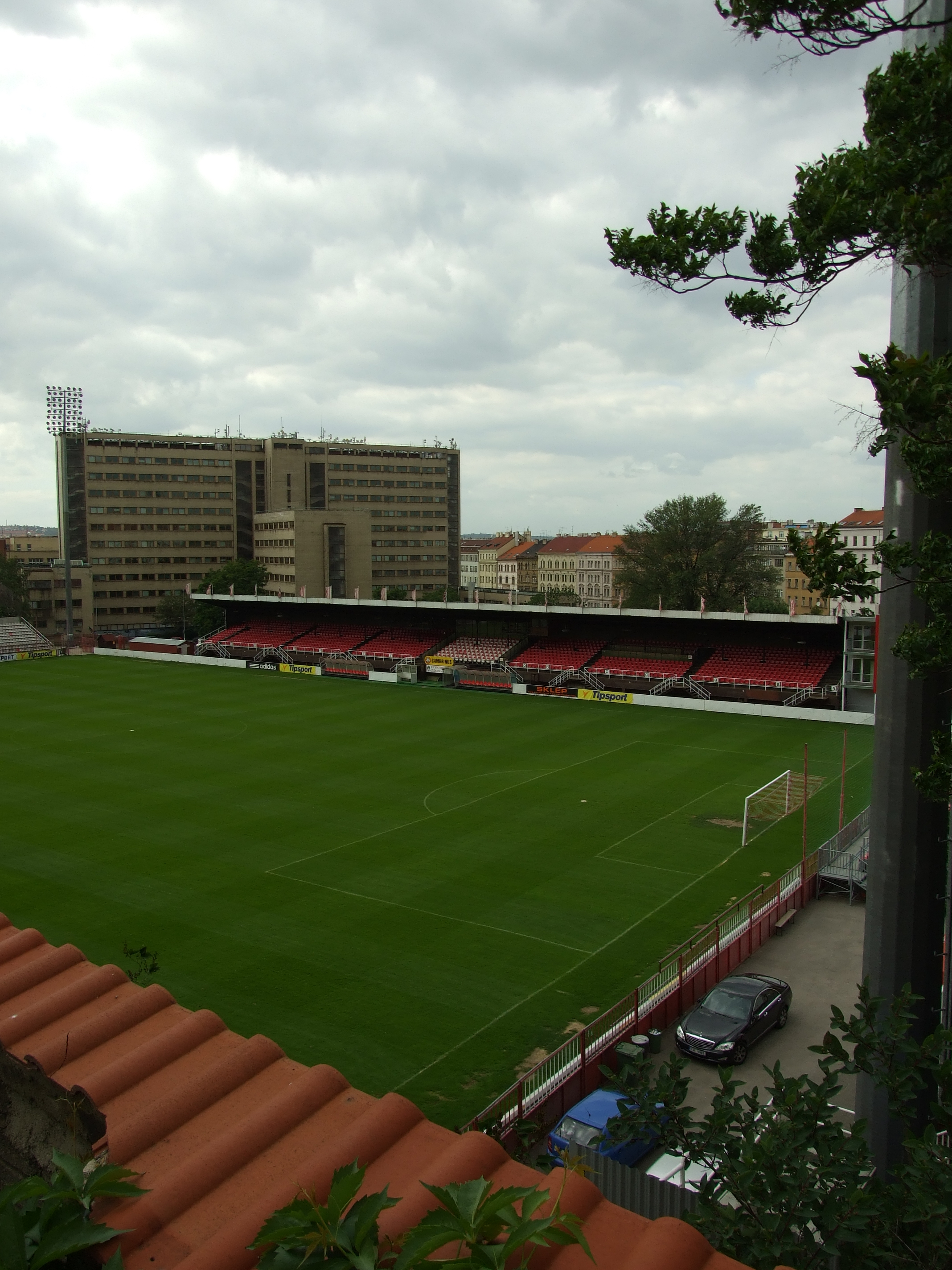
FK Viktoria Stadion

Abans de la Segona Guerra Mundial, Žižkov tenia la densitat més alta de clubs de futbol a Praga amb més de 20 equips. El club més conegut del barri és el FK Viktoria Žižkov, fundat el 1903. El camp del Viktoria és el FK Viktoria Stadion a Žižkov. Altres clubs són l'AFK Union Žižkov (campió amateur txecoslovà el 1925), el Werkself SS Plincner (finalistes de la Copa de la Bohèmia Central el 1941), i el Čechie Žižkov. Sota el règim comunista, van desaparèixer nombrosos terrenys de futbol durant el desenvolupament del país i amb ells els clubs locals. Només el Viktoria i la Union existeixen avui.
El barri també disposa d'una piscina, reformada recentment amb el suport de l'administració de Praga 3. També hi ha diversos clubs de boxa.

## Teatres
- Teatre Jára Cimrman a Žižkov, anomenat en honor de Jára Cimrman, un "gran txec" de ficció, és una de les escenes teatrals més freqüentades de Praga.[1]
- Teatre Ponec, teatre de dansa moderna.[2]
- El Teatre Acròpoli va ser una escena del Palau Acròpoli, influent en la Praga del període d'entreguerres.[3]